# Caio Antíscio Veto (cônsul em 6 a.C.)
Caio Antíscio Veto (em latim: Gaius Antistius Vetus; década de 50 a.C.—1) foi um general e senador romano da gente Antíscia eleito cônsul em 6 a.C. com Décimo Lélio Balbo. Ele era filho de Caio Antíscio Veto, cônsul em 30 a.C..

## História
Entre 26 e 24 a.C., Veto participou das Guerras Cantábrias comandando cinco legiões no Cerco de Aracilo em 25 a.C. por causa de uma enfermidade do imperador Augusto, o comandante geral da campanha. Veto serviu sob Augusto ainda em combates em Amaya, Bergida e Monte Víndio. Depois da vitória romana, Caio tornou-se procônsul da Hispânia Citerior.
Em Roma, Veto começou sua carreira política como triúnviro monetário para o biênio 16-15 a.C.. Em 6 a.C., foi eleito cônsul e mais tarde serviu como procônsul da Ásia.

## Família
Veto teve dois filho com uma esposa de nome desconhecido. Caio Antíscio Veto foi cônsul em 23 e Lúcio Antíscio Veto foi cônsul em 26.